# Мајсор
Мајсор (кн. ಮೈಸೂರು) је град у Индији у држави Карнатака. Према незваничним резултатима пописа 2011. у граду је живело 887.446 становника. Град се налази у подножју Чамуди брда на око 145 км југозападно од Бангалора. Мајсор градска корпорација одговорна је за грађанску управу града, који је такође седиште округа Мисоре.
Мајсор је била престоница Краљевине Мајсор, скоро шест векова, од 1339. до 1956. године. Краљевином је владала династија Вадијар, са кратким прекидима током шездесетих и седамдесетих година 18. века, када су на власти били Хајдар Али и Типу Султан. Династија Вадијар била је покровитељ уметности и културе, док су султан Типу и Хидер Али такође значајно допринели културном и економском расту града и државе садњом стабала шљива, уводењем свиле у регион, а учествовали су и у Англо-мисорским ратовима против Британаца. Због улагања у уметност и културу, Мајсор је уједно и престоница културе Карнатке.
Град је познат по својим грађевинама, највише палатама, укључујући и Мајсор палату, али и по свечаностима које се одржавају током фестивала Дасара када град прима много туриста из целог света. Постоји велики број брендова који носе име овог града, козметиике, хране, обуће и одеће. Мајсор је такође познат по својој посебној разноврсности биљке јасмина. Туризам је главна индустрија поред традиционалних индустрија. Међуградски јавни превоз Мајсора укључује железницу, аутобусе и авионе.

## Историјат
Име Мајсор скраћено је од Махишуруа што значи пребивалиште на јужноиндијском језику канада. Уобичајена именица Машиша на санскрт језику означава бивола, али се у овом случају односи на истоименог демона који је, према хиндуистичкој митологији, владао древним деловима Краљевина Мајсор. Убила га је богиња Чамундесари чији се храм налази изнад брда Чамуди по којем је и добио име. У децембру 2005. године Влада Карнатаке објавила је намеру да промени назив града на енглеском језику у Мисуру. Ово је одобрила индијска Влада у октобру 2014. године и Мисоре је 1. новембра 2014. преименована (заједно са још дванаест других градова) у „Мисуру”.
Место на коме се сада налази палата Мајсор било је село по имену Прагере, почетком 16. века. Мајсор тврђава саграђена је 1524. године, а саградио ју је Џарамаја Вадијар III. Од 16. века име Махишуру се обично користило за означавање града. Краљевина Мајсор којим је управљала династија Вадијар у почетку је била вазална држава Виџајанагарског царства. Пардом Виџајанагарског царства након битке код Таликоте 1524. године, Краљевина Мајсур је постепено стицала независност, а у доба краљаНарасараја Вадијара постала је суверена држава. Серингапатам близу Мајсора био је главни град краљевства од 1610. године. У 17. веку је дошло до ширења територије државе, а под династијом Вадијар, краљевство се значајно проширило нка југу, заузело делове Карнатке и делове Тамил Надуа.
Краљевина је достигла врхунац моћи и доминације у другој половини 18. века под владарима Хидером Алијем и њеховим сином Типуом. Поједини делови града и грађевине су срушени како би се уклониле заоставштине династије Вадијар. За то време, Мајсор краљевство је дошло у сукоб са Марата царством, Британском империјом и Низамом што је довело до четири англо-мисорских ратова, где је Мајсор победио у прва два, а изгубио у трећем и четвртом. Након смрти Типуа у четвртом англо-мисорским рату 1799. године, главни град краљевства постао је Серингапатама, а краљевстово су Британци поделили њихових савезницима у четвртом рату. Краљевина Мајсор је након тога претворена у кнежевску државу под суверинитетом Велике Британије. Бивши владари династије Вадијар постављени су на функцију марионетских монаха. Британској администрацији локално је помогао Диван, главни министар. Мајсор је изгубио статус административног центра краљевства 1831. године, када је британски комесар преселио главни град у Бангалор. Стекао је тај статус 1881. године и остао је главни град кнежевске државе Мајсор у оквиру Британског индијског царства све док Индија није постала независна 1947. године.
Општина Мајсор основана је 1888. године, а град је подељен на осам одељења. Године 1897. након појаве бубонске куге умрло је готово пола становника града. Оснивањем Градског одбора за унапређење града 1903. године, Мајсор је постао један од првих градова у Азији који је започео планирани развој града. Демонстрације и састанци одржани су у граду у току покрета Кут Индија и других фаза индијског покрета за независност. Након индијске независности, Мајсор је остао део државе Мајсор, данас познате као Карнатака. Тадашњи краљ имао је све повластице као и краљеви током независности и бирао је државне гувернере. Након смрти краља у септембру 1974. године. Након тога Мајсор је постао туристички центар. Међу догађајима који су се одиграли у Мајсору и који су правили националне наслове били су пожар у телевизијском студију који је 1989. однео 62 живота, као и изненадне смрти многих животиња у зоолошком врту Мајсор.

## Географија
Мајсор има надморску висину од 770 метара, а распрострањен је на површини од 128,42 км². Налази се у подножју брда Чамунди у јужном делу Карнатке. Мајсор је најјужнији град Карнатака и суседни је град држава Керала и Тамил Наду на југу, а окружени су државним градовима Мадикери, Чамраджнагар и Мандија. Људи у Мајсору и његовој околини углавном се служе јужноиндијским језиком канада. У граду се налази неколико језера као што су Кукарахали, Карањи и Лингамбдухи. У 2001. години, укупна употреба земљишта у граду Мисоре износила је 39,9% , на 16,1% су путеви, 13,74% паркови и отворени пристори, 13,48% су индустријски објекти, 8,96% јавна имовина, 3,02% комерцијална имовина, 2,27% земљишта су пољопривредна, а 2,02% отпада на воде. Град се налази на две реке, Кавери која тече северно од града и Кабини, која је притока Каверије и тече јужним делом града.
Мајсор има тропску саванску климу. Лета трају од марта до јуна, сезона монсуна су од јула до новембра, док зима траје од децембра до фебруара. Највиша температура забележена у граду била је 39,4 °C 4. априла 1917. године, а најнижа 7,7 °C, 16. јануара 2012. године. Просечна количина падавина у граду износи 898,6 мм.
| Клима Мајсора (1981—2010, 1901—2012)   | Клима Мајсора (1981—2010, 1901—2012) | Клима Мајсора (1981—2010, 1901—2012) | Клима Мајсора (1981—2010, 1901—2012) | Клима Мајсора (1981—2010, 1901—2012) | Клима Мајсора (1981—2010, 1901—2012) | Клима Мајсора (1981—2010, 1901—2012) | Клима Мајсора (1981—2010, 1901—2012) | Клима Мајсора (1981—2010, 1901—2012) | Клима Мајсора (1981—2010, 1901—2012) | Клима Мајсора (1981—2010, 1901—2012) | Клима Мајсора (1981—2010, 1901—2012) | Клима Мајсора (1981—2010, 1901—2012) | Клима Мајсора (1981—2010, 1901—2012) |
| Показатељ \ Месец                      | .Јан.                                | .Феб.                                | .Мар.                                | .Апр.                                | .Мај.                                | .Јун.                                | .Јул.                                | .Авг.                                | .Сеп.                                | .Окт.                                | .Нов.                                | .Дец.                                | .Год.                                |
| -------------------------------------- | ------------------------------------ | ------------------------------------ | ------------------------------------ | ------------------------------------ | ------------------------------------ | ------------------------------------ | ------------------------------------ | ------------------------------------ | ------------------------------------ | ------------------------------------ | ------------------------------------ | ------------------------------------ | ------------------------------------ |
| Апсолутни максимум, °C (°F)            | 32,8 (91)                            | 36,1 (97)                            | 37,8 (100)                           | 39,4 (102,9)                         | 39,0 (102,2)                         | 37,4 (99,3)                          | 35,8 (96,4)                          | 33,9 (93)                            | 33,5 (92,3)                          | 35,0 (95)                            | 32,2 (90)                            | 32,0 (89,6)                          | 39,4 (102,9)                         |
| Максимум, °C (°F)                      | 28,9 (84)                            | 31,1 (88)                            | 33,3 (91,9)                          | 34,2 (93,6)                          | 33,4 (92,1)                          | 29,7 (85,5)                          | 28,5 (83,3)                          | 28,3 (82,9)                          | 29,4 (84,9)                          | 29,1 (84,4)                          | 28,5 (83,3)                          | 28,0 (82,4)                          | 30,2 (86,4)                          |
| Минимум, °C (°F)                       | 16,3 (61,3)                          | 17,5 (63,5)                          | 19,4 (66,9)                          | 20,9 (69,6)                          | 21,0 (69,8)                          | 20,1 (68,2)                          | 19,6 (67,3)                          | 19,6 (67,3)                          | 19,6 (67,3)                          | 19,7 (67,5)                          | 18,6 (65,5)                          | 16,8 (62,2)                          | 19,1 (66,4)                          |
| Апсолутни минимум, °C (°F)             | 7,7 (45,9)                           | 8,6 (47,5)                           | 10,4 (50,7)                          | 14,9 (58,8)                          | 15,6 (60,1)                          | 12,6 (54,7)                          | 15,8 (60,4)                          | 16,5 (61,7)                          | 13,4 (56,1)                          | 12,9 (55,2)                          | 9,6 (49,3)                           | 8,7 (47,7)                           | 7,7 (45,9)                           |
| Количина кише, mm (in)                 | 1,5 (0,059)                          | 2,9 (0,114)                          | 9,8 (0,386)                          | 70,6 (2,78)                          | 114,9 (4,524)                        | 74,6 (2,937)                         | 80,3 (3,161)                         | 88,4 (3,48)                          | 110,7 (4,358)                        | 164,5 (6,476)                        | 64,9 (2,555)                         | 15,7 (0,618)                         | 798,6 (31,441)                       |
| Дани са кишом                          | 0,3                                  | 0,3                                  | 0,9                                  | 3,9                                  | 6,6                                  | 6,2                                  | 8,0                                  | 7,2                                  | 7,5                                  | 8,8                                  | 4,3                                  | 1,3                                  | 55,2                                 |
| Релативна влажност, % (у 17:30 IST ч.) | 49                                   | 47                                   | 43                                   | 49                                   | 58                                   | 71                                   | 74                                   | 73                                   | 70                                   | 69                                   | 66                                   | 60                                   | 61                                   |
| Извор: India Meteorological Department |                                      |                                      |                                      |                                      |                                      |                                      |                                      |                                      |                                      |                                      |                                      |                                      |                                      |

## Администрација
Градском управом града управља Мајсор корпорација, која је основана као општина 1888. године, а претворена је у корпорацију 1977. Надгледање инжењерских радова, здравља, санитарне заштите, водоснабдевања, администрације и опорезивања врши корпорација. Градоначелнику помажу повереници и чланови савета. Град је подељен на 65 одељења, а чланове савета бирају грађани Мисоре сваких пет година. Чланови савета, заузврат, бирају градоначелника. Годишњи буџет Корпорације за 2011–2012. Годину био је 426,96 круна (59,86 милиона америчких долара).
Међу 63 града обухваћена националном мисијом за обнову града „Цавахарлала Нехру”, Мајсор корпорација проглашена је другом најбољом градском општинском корпорацијом и добила је награду „Нагара Ратна”, 2011. године. Растом града, њим је почео да управља и урбани сектор на чијем је челу комесар. Његове активности укључују развој нових распореда и путева, планирање града и откуп земљишта.{ Један од главних пројеката МУДА-е је стварање спољне обилазнице како би се олакшао застој у саобраћају. Грађани Мајсора критиковали су неспособност градских власти да спречи окупирање земљишта и да почне правична расподела земљишта међу станонвицима града. Корпорација за снабдевање електричном енергијом одговорна је за снабдевање електричном енергијом града.
Питка вода за Мајсор долази из река Кавери и Кабини. Град је добио свој први водовод када је пројекат Белагола започет 1896. године. Град добија 42,5 милиона галона воде дневно. У граду повремено нестаје воде углавном током летњих месеци, од марта до јуна и у годинама када је мање падавина. Град има подземни одводни систем од 1904. године. Цела канализација из града исушује се у четири долине: Кесаре, Малалавади, Далаваи и Белаватха. У вежби коју је спровело Министарство за урбани развој у оквиру државне градске санитарне заштите Мајсор је 2010. године проглашен за други најчишћи град у Индији, а најчешћи Карнатаке. Грађани Масура бирају четири заступника у Законодавну скупштину Карнатаке кроз изборне јединице.

## Демографија и еконимија
Религија у Мајсору
Процењује се да Мајсор има популацију од 920.550 становника, од чега је 461.042 мушкараца и 459.508 жена, што га чини трећим најнасељенијим градом на Карнатаки. Урбана алгометрација града је 990.900 људи, мушкараца је 497.132, док је жена 496.762. Према попису становништва из 2011. године, Мајсор је био највећи нементропла град у Индији и имао је највиши основни индекс инфраструктуре од 2.846. Процењује се да је Мајсур премашио милион становника током 2017. године, што га чини метрополом. Мушкараца и жена у граду је готово подједнако, а насељености је 6.910,5 по квадратном километру.
Према попису становништва из 2001. године, 73,65% градског становништва су хиндуси, 21,92% су муслимани, 2,71% су хришћани, 1,13% су ђаинизми, а остатак припадају другим религијама. Број становника премашио је 100.000 по попису становништва из 1931. године и порастао за 20,5 процената у деценији 1991–2001. Стопа писмености града износи 86,84 процената, што је више од просека државе од 75,6 процената. У граду се најчешће говори канада језиком. Отприлике 19% становништва живи испод границе сиромаштва, а 9% живи у сламовима. Према попису становништва из 2001. године, 35,75% становништва у урбаним срединама Карнатаке су радници, а само 33,3% становништва Мајсора су радници. Припадници племена чине 15,1% становника.
Према индијском Националном бироу за евиденцију криминала, број злочина пријављених у Мајсору током 2010. године био је 3.407 (други у држави, после 32.188 места у Бангалору), што је пораст од 3.183 инцидента пријављених 2009. године. Спор између Карнатаке и Тамил Надуа око дељења воде реке Кавери често доводи до мањих препирки и демонстрација у граду.
Раст индустрије информационих технологија у Мајсору довео је до промене у демографском профилу града. Напредовање инфраструктуре и раст града је последица демографских промена, што је изазвало забринутост међу грађанима.
Туризам је главна индустрија у Мајсору. Град је 2010. привукао око 3,15 милиона туриста. Мајсор је традиционално био дом индустријама као што су ткање, резбарење, бронзани рад и производња креча и соли. Планирани индустријски раст града и државе први је пут предвиђен на економској конференцији 1911. године. То је довело до успоставе индустрије попут фабрике уља. За индустријски развој града, Одбор за развој индустријских подручја Карнатаке успоставио је четири индустријска подручја у и око Мајсора, у областима Белагола, Белавади, Хебал и Хотагали.
Раст индустрије информационих технологија у првој деценији 21. века резултирао је тиме да се град буде други највећи извозник софтвера у Карнатаки, поред Бангалоре.

## Образовање и култура
Пре појаве европског система образовања у Мајсору, аграхарас (брахманска четврт) Хиндусима је пружао верско образовање, а мердесе су муслиманима пружале школовање.
Модерно образовање почело је у Мајсору када је 1833. основана бесплатна енглеска школа. Махараџин факултет основан је 1864. године. Средња школа за девојчице основана је 1881. године, а касније је преименована у Махарански женски факултет. Индустријска школа, први завод за техничко образовање у граду, основана је 1892; након тога је 1913. уследило оснивање Техничког института. Модерни систем образовања се усталио у граду, а основано је још неколико факултета, укључујући Мединциски (1924), Факултет за инжењерсрво који је најстарији у држави и Свеучилиште.
Мајсор се често назива културном престоницом и познат је честим свечаностима укључујући фестивале као што је Дасара. Такође, Мајсор се назива „градом палата” због неколико њих које су добро очуване. Међу најистакнутијим су Амба Вилас, популарно звана Мајсор палата; Палата Јаганмохана, која такође служи као уметничка галерија; Рајендра Вилас, позната и као летња палита; Лалита Махал, која је претворена у хотел и Јаиалаксхми вила.  Главна палача Мајсор изгорела је 1897. године, а на истом месту је саграђена данашња грађевина. Палата Амба Вилас има индо-сараценски стил архитектуре споља. Иако влада Карнатаке одржава палату Мајсор, мали део је издвојен за некадашњу Краљевску породица у којој живи. Вилу Јаиалаксми саградио је Шри Џамараја за своју ћерку. Сада је та вила музеј посвећен народној култури и артефактима краљевске породице.
Сликарство је доста присутно од давнина у граду. Град је познат по раду слика са ружама, а процењенео је да је око 4000 занатлија укључено у ову уметност током 2002. године. Град је добио име по мисору, женског одевном предмету од чисте свиле и златних нити. Мајсор пета, традиционални турбан који су носили некадашњи владари Мајсора мушкарци носе у неким традиционалним церемонијама. Знаменити локални дезерт који ових простора је мајсор пак.
Мисоре је локација Међународног истраживачког центра Гањифа, који истражује древну игру са картама Гањифа и уметност која је са њом повезана. Академија визуелних уметности нуди образовање у визуелним уметничким облицима као што су слика, графика, скулптура, примењена уметност, фотографија, фото-новинарство и историја уметности. У граду такође постоји компанија која изводи представе и нуди курсеве и сертификате из предмета везаних за позориште.

## Саобраћај и медији
Мајсор је повезан аутопутем НХ-212, који води до држава Керала и Тамил Наду. Пројекат новог пута је планиран 1994. године за изградњу нове брзе цесте која би повезивала Бангалор и Мајсур. Након бројних правних препрека, пут је остао недовршен.
Државни аутопут 33 и Национални аутопут 275 који повезују Мајсор са другим градовима у региону.
 Државна корпорација за друмски саобраћај Карнатака и друге приватне агенције управљају аутобусима како у граду тако и између градова. Унутар града су аутобуси јефтина и популарна превозна средства, а међу туристима популарне су кочије. Град има обилазницу дугу 42,5 км са шест трака. Мајсор је имплементирао транспортни систем (ИТС) за управљање градским аутобусима и трајектима.
Јавни систем превоза бициклима, Трин-Трин, који делимично финансирају Уједињене нације, популаран је начин превоза. ТринТрин-а је да охрабри локалне путнике и путнике да користе бицикл преферирајући моторизоване начине путовања и на тај начин помажу у смањењу различитих опасности по животну средину и саобраћај, повећавају удобност превоза и чине локалне дневне превозе економичан за обичног грађанина.
Железничка станица Мајсор има три линије које га повезују са Мангалором, Бангалором и Чамраджнагаром. Прва железничка пруга успостављена у граду пуштена је у рад 1882. године. Аеродром Мајсор је домаћи аеродром и налази се на око 10 км јужно од центра града. Изградили су га краљеви Мајсора почетком четредесетих година 20. века. Од маја 2020. године, најближи међународни аеродром је Међународни аеродром Канур у Кануру који је удаљен око 168 км од града Мисуру.
Објављивање новина у Мајсору почело је 1859. године када је изашао новински лист под називом „Мајсору Вританта Бодини” и био једини лист у граду наредне три деценије. Познати издавач током владавине династије Вадијар био је М. Венкатанах, отац новинарства на канада језику, који је покренуо неколико дневних новина и часописа. Данас се објављује велики број локалних новина у граду и његовој околини, а национални и регионални дневници на енглеском и канада језику достишни су у граду и другим деловима државе. Судхарма је једини индијски дневни лист на санскрт језику и објављује се у Мајсору.
Мајсор је уједно био локација прве радио-дифузне станице у Индији када је 10. септембра 1935. године у граду основан радио Аксахавани (у преводу „глас са неба”). Станицу је основао професор психологије и емитовао је из своје куће, а 1941. године преузела ју је Кнежевина Мајсор и она је пресељена у Бангалор 1955. године. Године 1957. Акасхвани је изабран за службено име Ал Индија радио станице, радио-дифузног сервиса Владе Индије. У Мајсору данас постоји неколико радио станица.
Мајсор је почео да прима телевизијске сингнале почетком осамдесетих година када је јавни сервис индијске Владе. почео са емитовањем свог националног канала широм Индије. Ово је био једини канал доступан граду, све док Стар ТВ није покренуо сателитске канале 1991. године.

## Туризам
Мајсор је велико туристичко одредише државе Карнатака. Град прима велики број туриста и служи као основа за туристичке атракције у близини, највише током десетодневног фестивала Дасара. Један је од најпосећенијих фестивала у Индији. У граду су доста посећени Музеј скулптура и многи дворци и виле који га окружују. У граду је 1892. године основан зоолошки врт, а поред њега, туристи често одлазе до језера Карањи и Кукарахали. Језеро Плава лагуна такође је популарна рекреативна дестинација туриста у Мајсору и на њему се налази мало острво.
Мајсор има Регионални природни музеј, Железнички музеј и Институт за оријентална истраживања. Град је центар здравственог туризма везаног за јогу који привлачи домаће и стране туристе. У околини града налазе се природне оазе, два национална парка, које посећују љубитељи природе, укључујући посматраче птица и дивљих животиња.
У граду су још од време краљевства игране игре са картама, које су увели владари Мајсора и државе Карнатака. Поред карташких игра у граду је одавнина популарно рвање. Мајсор и Бангалоре су 1997. године били домаћини  били домаћини највећег градског спортског догађаја икад, Националних игри Индије, у Мајсору су одржани турнири у шест спортова као што су стреличарство, гимнастика, коњичарство, рукомет, стони тенис и рвање. Данас је крикет најпопуларнији спорт у граду и у њему се налази пет терена за тај спорт.

## Побратимљени градови
- Синсинати, Охајо, Сједињене Државе (2012)[133][134][135]
- Нашуа, Њу Хемпшир, Сједињене Државе (2016)[103][136]